# فدراسیون بدنسازی و پرورش اندام ایران
فدراسیون بدنسازی و پرورش اندام جمهوری اسلامی ایران، (English: Iranian Bodybuilding and Fitness Federation) فدراسیونی است که رشته‌های پرورش‌اندام، پاورلیفتینگ، قویترین مردان، بادی کلاسیک، مچ اندازی، پرس سینه و فیتنس را در ایران تحت پوشش قرار می‌دهد. همچنین سیاست اصلی این فدراسیون استعدادیابی و گسترش این ورزش اعلام شده‌است.

## تأسیس
در سال ۱۳۸۴ هجری خورشیدی، فدراسیون بدن‌سازی و پرورش‌اندام جمهوری اسلامی ایران تشکیل شد.

## رئیسان و سرپرستان
ناصر پورعلی‌فرد اولین سرپرست و رئیس فدراسیون بود که به مدت ۱۴ سال در سمت ریاست باقی ماند و در سال ۱۳۹۹ به دلیل فرارسیدن موعد بازنشستگی از سمت خود کناره‌گیری کرد و پس از وی امید امیری به دلیل تعلیق فدراسیون ایران از سوی IFBB به‌مدت ۴ سال به‌عنوان رئیس انجمن بدنسازی و ورزش‌های قدرتی فعالیت کرد. تا قبل از زمان انتخابات جدید محمدتقی امیری خراسانی سرپرست فدراسیون پرورش اندام ایران بود.
بعد از انجام انتخابات ریاست فدراسیون در سال ۱۳۹۹، عبدالمهدی نصیرزاده با کسب ۲۸ رأی از ۴۳ رأی مأخوذه به عنوان رئیس فدراسیون بدنسازی و پرورش اندام انتخاب شد. از دی ماه ۱۴۰۳ نیز جلال نادمی سرپرست این فدراسیون است.

## هیئت رئیسه
اعضای هیئت رئیسه فدراسیون : 
جلال نادمی سرپرست فدراسیون
بهمن محمدرضایی سرپرست دبیرکل فدراسیون
مجتبی ملکی سرپرست نایب‌رئیس
نسرین شاه‌محمدیان نایب‌رئیس بانوان
محمدعلی فرهنگ‌مهر عضو هیئت رئیسه
سید عباس عراقچی عضو هیئت رئیسه
کاوه درودی عضو هیئت رئیسه
عباس شکری خزانه‌دار
محمد رحیمیان بازرس فدراسیون

## روابط با فدراسیون‌های جهانی بدن‌سازی
روابط فدراسیون بدن‌سازی و پرورش‌اندام جمهوری اسلامی ایران با فدراسیون‌های جهانی این رشته همواره ناآرام بوده. در دوره ناصر پورعلی‌فرد، در ابتدا فدراسیون ایران زیر نظر فدراسیون جهانی بدن‌سازی (IFBB) بود اما با جدایی پل چوا (دبیرکل فدراسیون جهانی بدن‌سازی و پرورش‌اندام) از آن فدراسیون، فدراسیون ایران هم به جمع فدراسیون جهانی بدنسازی و ورزش فیزیکی (WPBF) زیر نظر پل چوا پیوست. مدت ۴ سال از شروع ۲۰۰۹ تا اواخر ۲۰۱۲ میلادی نماینده رسمی فدراسیون جهانی IFBB در ایران آقای امید امیری بودند که نقطه اوج ورزشکاران بدنسازی در مسابقات آسیایی و جهانی در این سالها کسب گردید که متأسفانه به دلیل مهاجرت امید امیری به اروپا و سپس آمریکا فعالیت فدراسیون ایران با IFBB از سر گرفته شد و بسیاری از ورزشکاران توسط فدراسیون ایران کنار گذاشته شدند یا به دلیل عدم صدور روادید مسابقات از حضور در مسابقات جهانی محروم شدند.

## روابط با انجمن IFBB در ایران
این انجمن پس از جدایی فدراسیون ایران از IFBB به منظور حفظ جایگاه بدن‌سازان ایرانی در جهان، به ریاست امید امیری نماینده رسمی ایران در IFBB می‌باشد. البته تشکیلات قویترین مردان و بدنسازی ایران از سال ۲۰۰۹ تا پایان ۲۰۱۲ با اعزام تیم‌های منسجم در تمامی رده‌های سنی و رشته‌های بدنسازی، بادیکلاسیک. ببش از ۱۰۰ مدال رنگارنگ و قهرمانی آسیا ۲ بار و قهرمانی جهان، مستر المپیا آماتور و … را به‌دست آوردند. در سال ۲۰۲۱ نیز رافائل سانتونخا به دعوت عبدالمهدی نصیرزاده به ایران آمد تا از زیرساخت مسابقاتی ایران دیدن کند که با این بازدید تأییدیه برگزاری مسابقات جهانی در سال ۲۰۲۳ به ایران داده شد.

## هیئت‌های استانی
اعضای هیأت‌های استانی:
1. محمدرضا ابوالقاسمی رئیس هیئت مازندارن
2. دانیال خاتمی‌فر رئیس هیئت گیلان
3. سید مجید طاهری رئیس هیئت لرستان
4. حسین اخلاقی رئیس هیئت هرمزگان
5. ناصر امیری رئیس هیئت مرکزی
6. حسین شیروانی رئیس هیئت کرمانشاه
7. کامران صنعتی رئیس هیئت کرمان
8. آیت ارجمند رئیس هیئت کهگیلویه و بویر احمد
9. مهران زرگری رئیس هیئت زنجان
10. علی نیک رزم رئیس هیئت آذربایجان شرقی
11. آفشید خوشنویس رئیس هیئت قزوین
12. سعید محمدی فارسانی سرپرست هیئت چهارمحال و بختیاری
13. محمدرضا علیزاده امامزاده رئیس هیئت آذربایجان غربی
14. فرزام طراحی رئیس هیئت اردبیل
15. حسین یارمحمدیان رئیس هیئت اصفهان
16. روح‌الله نصرتی رئیس هیئت بوشهر
17. علی کهنسال رئیس هیئت خراسان جنوبی
18. سروش پورآزاد رئیس هیئت خراسان رضوی
19. سید جمال وکیلی رئیس هیئت خراسان شمالی
20. اردوان قاسمی رئیس هیئت خوزستان
21. وحید اسدیان رئیس هیئت سمنان
22. عبدالصمد محمد سرپرست هیئت سیستان و بلوچستان
23. سعید آمده رئیس هیئت قم
24. علی پژگول رئیس هیئت کردستان
25. مرتضی خدابنده‌بو رئیس هیئت همدان
26. فردین گرگانی رئیس هیئت گلستان
27. محمدعلی فرهنگ‌مهر رئیس هیئت فارس
28. ابوالفضل قناعتی رئیس هیئت تهران
29. حمید حیدرخانی رئیس هیئت البرز
30. بهزاد ملکشاهی‌نیا رئیس هیئت ایلام
31. حسین رجبی سرپرست هیئت یزد

## وبسایت
صفحه فدراسیون در اینستاگرام
official website